# 关东烟
关东烟为产于中国东北地区的烟叶。吉林省蛟河市漂河镇是“正宗关东烟”的产地，距今已有340多年的种植历史。据《吉林外记》记载：蛟河晒红烟亦称“南山烟”，也叫“关东烟”。“烟，东三省俱产，惟吉林产者极佳。名色不一……独汤头沟有四五垧，所生烟叶只有一掌，与别处所产不同，味浓而厚，清香入鼻，人多争买。”史书中所指的“汤头沟”，即今日的蛟河市漂河镇的塔头沟屯。所述“烟叶只有一掌”，指的是蛟河晒烟传统种植品种红花铁锉子、白花铁锉子。
蛟河晒烟因其质量好，种植历史悠久，至清朝咸丰年间就已初具规模，且闻名遐迩，被吸菸者誉为“关东烟”。1861年漂河烟受到咸丰帝嘉封，成为向皇室纳贡的珍品。